# ОШ „Јожеф Атила” Нови Сад
ОШ „Јожеф Атила” једна је од основних школа у Новом Саду. Налази се у улици Шарпланинска 2. 

## Историјат
Основна школа „Јожеф Атила” је основана 1929. године у Телепу. Тада је школа била четворогодишња, носила је име "Бранко Радичевић" и била је смештена у здању данашње гимназије "Лаза Костић" у улици Ћирила и Методија. Током Другог светског рата школа је носила назив "Szent Erzsébet" а након Другог светског рата школа добија данашњи назив те од средине 50-их постаје и осморазредна и у ту су сврху били дограђени додатни објекти. Од 1980. почиње са радом на новој локацији у Шарпланинској 28. где је изграђена модерна једноспратница са преко 7000m² затвореног простора, мултимедијалним и специјализованим учионицама, библиотеком, кухињом са трпезаријом, спортском салом, спортским теренима, стоматолошком амбулантом, просторијама за продужени боравак, великим ограђеним двориштем и опремљена модерним наставним средствима. Настава се изводи двојезично на српском и мађарском језику, изучавају се два страна језика у оквиру редовне наставе (енглески и немачки језик), односно мађарски, словачки, русински и ромски језик као Неговање матерњег језика са елементима националне културе. Укључили су се 2012—2013. у пројекат „Школа без насиља”, реализовали су и пројекте „Од ролнице до корпице”, „Урбани повртари”, „Зелени Нови Сад” и „Зелене оазе Новог Сада”.